# Солунско управление
Солунският конак (на турски: Konak) е историческа постройка в град Солун, Гърция. В сградата, разговорно известна само като Управлението (на гръцки: Διοικητήριο), се помещава Генералният секретариат на подминистерството на Македония и Тракия.

## История
Сградата започва да се строи в 1891 година върху разрушения за целта стар конак. На същото място е бил византийският императорски дворец, части от който са разкрити около сградата. Автор на проекта е италианският архитект Виталиано Позели, който я и обзавежда и украсява и отвътре. Построена е от дебърския майстор Атанас Митровски. Строежът е завършен в 1894 година и в сградата е настанен османският управител на града, както и други държавни служби. През 1907 година в сградата е разположено Османското правно училище, а през 1911 година там отсяда султан Мехмед V Решад.
По време на Балканската война на 26 октомври 1912 година в сградата Хасан Тахсин паша подписва капитулацията на Солун. След това в сградата се помещава общата администрация за Македония. По време на големия пожар от 1917 година сградата не претърпява никакви щети.
В 1954 - 1955 година сградата е ремонтирана, добавен е още един етаж и в нея е настанена общата администрация. Сградата не пострадва от земетресенията в 1902, 1932 и 1978 година.

## Описание
Сградата е шедьовър на съвременната архитектура на града. Архитектурата е еклектична и комбинира няколко архитектурни стила. Неокласическо е ясното разделение на основа, тяло и венец, но също така има и ренесансови елементи. Първоначално сградата е триетажна. Четвъртият етаж на сградата с неокласически фронтон е добавен през 1955 година и той заменя оригиналния фронтон в стил турски барок.
Централната ос на фасадата е подчертана от вдлъбнатината на входа, като колоните продължават на втория и третия етаж и завършват на фронтона. Главното стълбище води към първия етаж, където пространствата са разположени по периметъра на атриума. По краищата на сградата има две по-малки стълбища, които водят към втория и третия етаж.
- Сградата в 1892 година
- Посещение на султан Мехмед V в конака